# Loreto di Tallano
Loreto di Tallano (in francese Loreto-di-Tallano, in corso Laretu di Taddà) è un comune francese di 49 abitanti situato nel dipartimento della Corsica del Sud nella regione della Corsica. Dagli ultimi anni ha avuto un incredibile calo demografico, tanto che nel 1960 la popolazione era cinque volte superiore rispetto ad ora. Faceva parte dell'antica microregione (pieve) del Tallano.

## Società

### Evoluzione demografica
Abitanti censiti